# Thomisus onustus meridionalis
Thomisus onustus là một phân loài nhện trong họ Thomisidae.
Loài này thuộc chi Thomisus. Thomisus onustus meridionalis được Embrik Strand miêu tả năm 1907.

## Hình ảnh

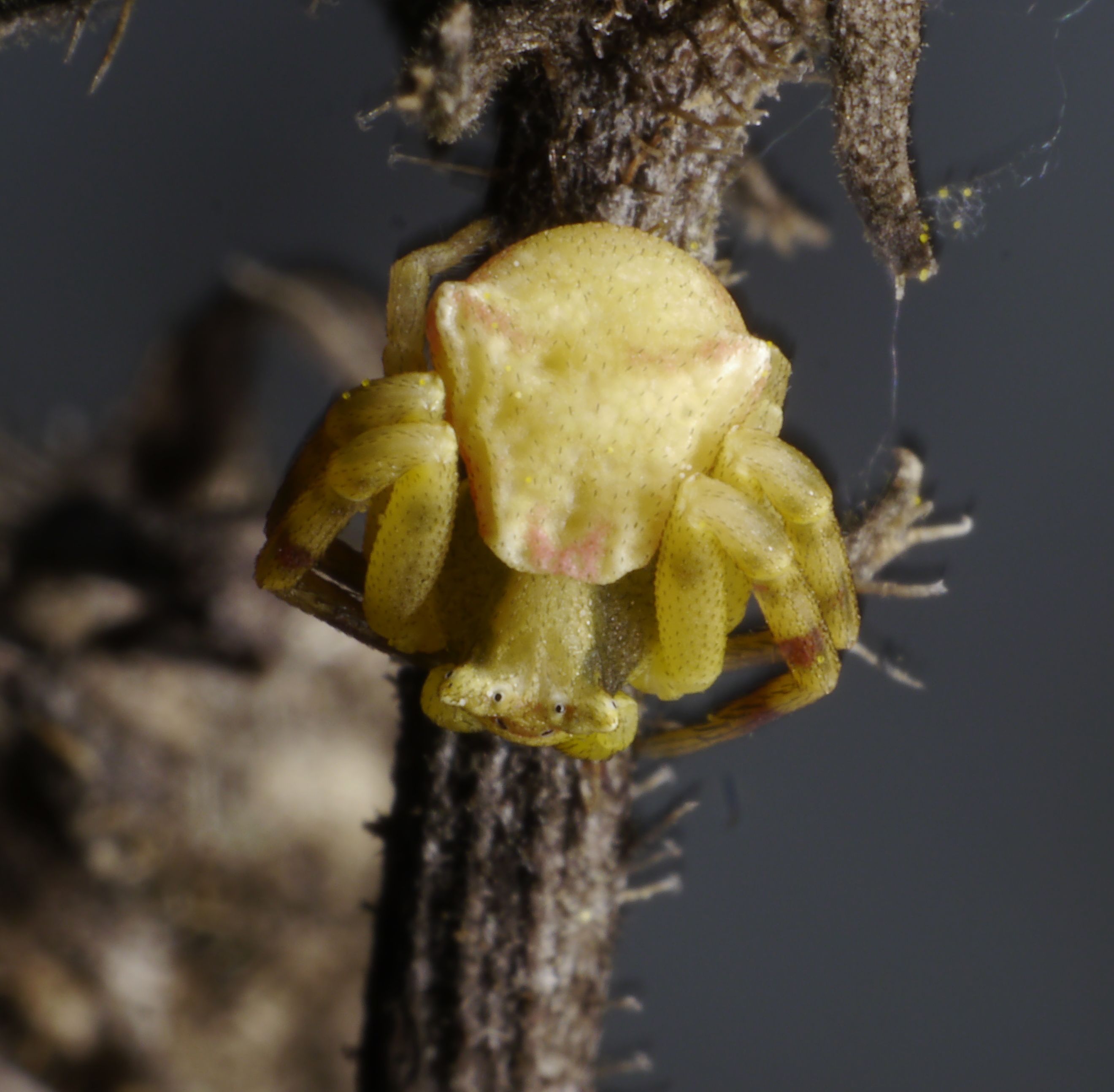
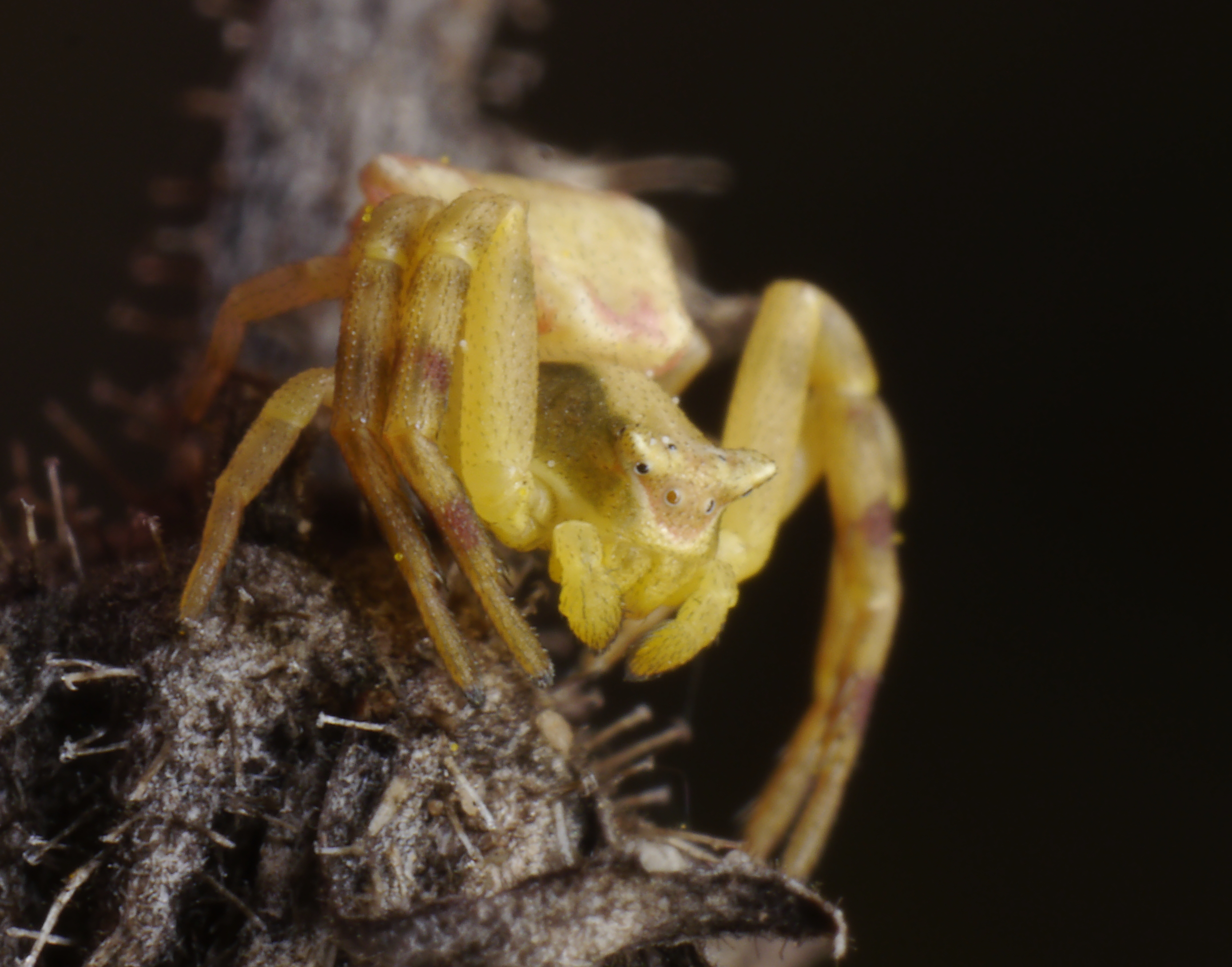
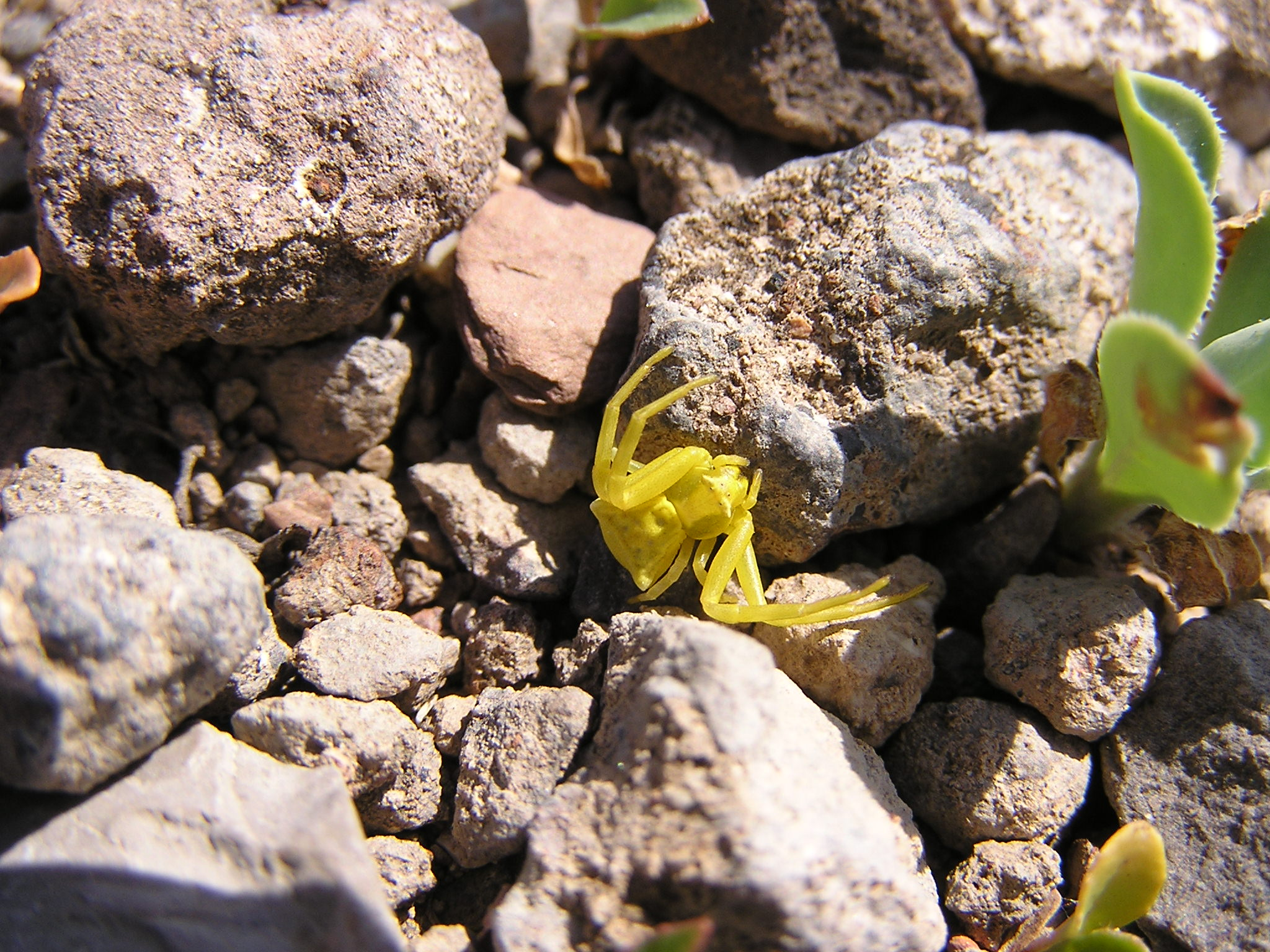
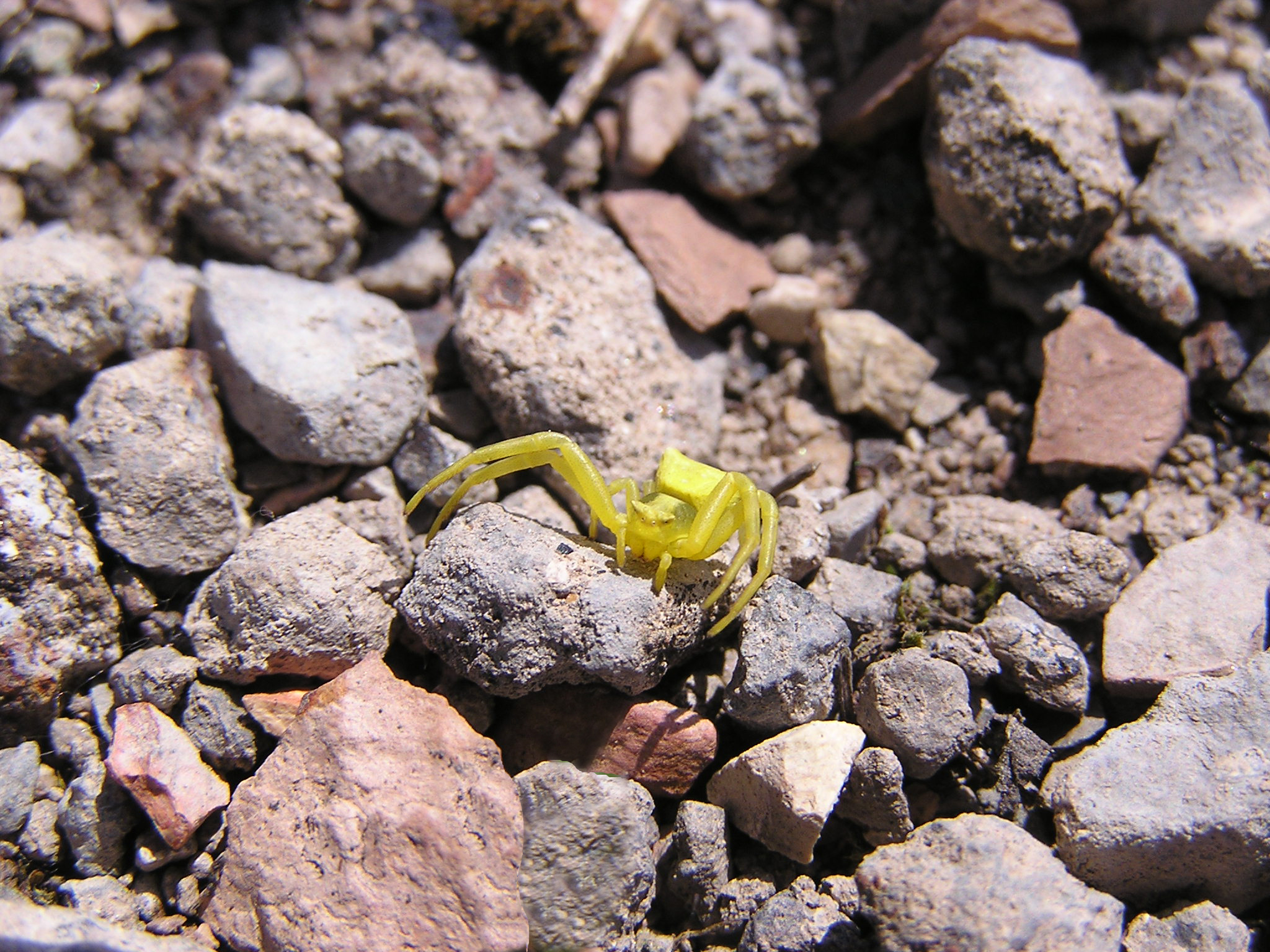